# Antonio Carattoni
Antonio Carratoni (nasceu em 1945) tornou-se o capitão-regente de San Marino em 1 de outubro de 2006, junto com Roberto Giorgetti. Ele segurou seu posto de capitão-regente até 1 de abril de 2007. Carattoni é um membro do Partido dos Socialistas e Democratas.